# Ryszard Boreński

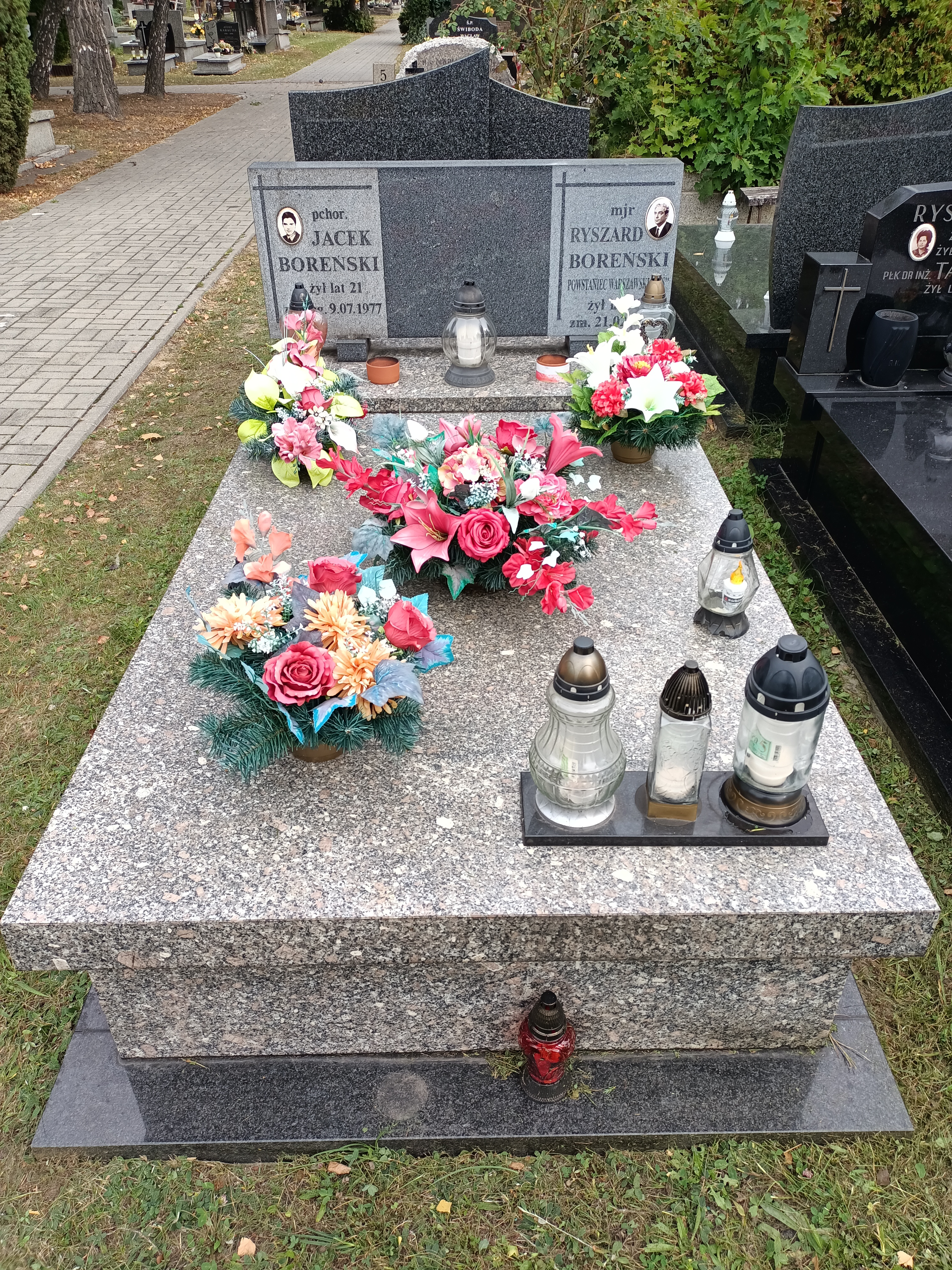
Grób Ryszarda Boreńskiego na Cmentarzu Komunalnym Północnym w Warszawie

Ryszard Józef Boreński pseud. „Ryś” (ur. 29 marca 1928 w Warszawie, zm. 21 lutego 2018 tamże) – polski żołnierz podziemia niepodległościowego w czasie II wojny światowej, major WP w stanie spoczynku.

## Życiorys
Urodził się w Warszawie jako syn Henryka i Zofii z domu Zawadzkiej. W okresie okupacji niemieckiej podczas II wojny światowej był uczniem Prywatnej Szkoły Rolniczej Stanisława Wiśniewskiego przy ul. Złotej 14 w Warszawie. Od 1942 należał do Szarych Szeregów. W styczniu 1944 został zaprzysiężony w 2. Harcerskiej Baterii Artylerii Przeciwlotniczej „Żbik”. W czasie powstania warszawskiego był łącznikiem 2. Harcerskiej Baterii Artylerii Przeciwlotniczej „Żbik” – IV zgrupowania „Gurt” AK. Po kapitulacji opuścił Warszawę wraz z ludnością cywilną i od listopada 1944 do maja 1945 był żołnierzem oddziału Narodowych Sił Zbrojnych w Jeżowie w powiecie brzezińskim.
Po wojnie ukończył studia na Wydziale Ekonomiczno-Rolniczym Szkoły Głównej Gospodarstwa Wiejskiego w Warszawie, a w 1964 uzyskał stopień naukowy doktora nauk ekonomicznych. W latach 1953–1980 był pracownikiem naukowym w Instytucie Ekonomiki Rolnej. Od października 1980 do wprowadzenia stanu wojennego w 1981, piastował funkcję wiceprzewodniczącego Zarządu Głównego Związku Zawodowego Pracowników Rolnictwa. W 1982 został zmuszony do przejścia na wcześniejszą emeryturę.
Po transformacji systemowej był aktywnym działaczem kombatanckim. Od października 1994 pełnił funkcję przewodniczącego koła środowiska „Gurt” przy Związku Powstańców Warszawskich, zaś od czerwca 1996 przewodniczącego Zjednoczonego Środowiska IV Zgrupowania AK „Gurt”. Był wieloletnim członkiem Prezydium Zarządu Głównego Związku Powstańców Warszawskich. W 2009 otrzymał Nagrodę Miasta St. Warszawy. W maju 2010 został awansowany do stopnia majora.
Zmarł 21 lutego 2018 i został pochowany na cmentarzu północnym w Warszawie.

## Odznaczenia
- Krzyż Komandorski Orderu Odrodzenia Polski[1] (1999)[3],
- Krzyż Oficerski Orderu Odrodzenia Polski[1],
- Medal Wojska (Londyn; 1948)[3],
- Medal za Warszawę 1939–1945 (1995)[3],
- Medal „Pro Memoria” (2005)[3],
- Krzyż Armii Krajowej (Londyn; 1991)[3],
- Krzyż Partyzancki (1995)[3],
- Warszawski Krzyż Powstańczy (1992)[3],
- Srebrny Krzyż "Za zasługi dla ZHP" z Rozetą i Mieczami (1991)[3],
- Odznaka „Weteran Walk o Wolność i Niepodległość Ojczyzny” (1995)[3],
- Odznaka pamiątkowa Akcji „Burza” (2003)[3],
- Złota Odznaka PTE (1967)[3]